# Campeonato Africano de Atletismo de 2018 - 200 m masculino
A prova dos 200 metros masculino do Campeonato Africano de Atletismo de 2018 foi disputada entre os dias 4 e 5 de agosto, no Estádio Stephen Keshi,  em  Asaba,  na Nigéria. 

## Recordes
Antes desta competição, os recordes mundiais e do campeonato nesta prova eram os seguintes:
|                       | Nome               | Nacionalidade | Tempo  | Local   | Data                 |
| --------------------- | ------------------ | ------------- | ------ | ------- | -------------------- |
| Recorde mundial       | Usain Bolt         | Jamaica       | 19s 19 | Berlim  | 20 de agosto de 2009 |
| Recorde do campeonato | Frankie Fredericks | Namíbia       | 19s 99 | Dakar   | 22 de agosto de 1998 |
| Recorde africano      | Frankie Fredericks | Namíbia       | 19s 68 | Atlanta | 1 de agosto de 1996  |

## Medalhistas
| Ouro                 | Prata                | Bronze             |
| Ncincihli Titi (RSA) | Divine Oduduru (NGR) | Luxolo Adams (RSA) |

## Cronograma
Todos os horários são locais (UTC+1). 
| Data        | Hora  | Evento    |
| ----------- | ----- | --------- |
| 4 de agosto | 10:10 | Bateria   |
| 4 de agosto | 18:00 | Semifinal |
| 5 de agosto | 18:00 | Final     |

## Resultados

### Bateria
Qualificação: 3 atletas de cada bateria (Q) mais os 3 melhores qualificados (q).
Vento:
Bateria 1: +0.4 m/s, Bateria 2: -0.4 m/s, Bateria 3: -1.4 m/s, Bateria 4: -1.2 m/s, Bateria 5: -0.1 m/s, Bateria 6: 0.0 m/s, Bateria 7: +0.1 m/s
| Posição | Bateria | Atleta                  | Nacionalidade    | Tempo | Notas |
| ------- | ------- | ----------------------- | ---------------- | ----- | ----- |
| 1       | 7       | Sydney Siame            | Zâmbia           | 20.67 | Q     |
| 2       | 2       | Tatenda Tsumba          | Zimbabwe         | 20.72 | Q     |
| 3       | 6       | Peter Mwai              | Quênia           | 20.83 | Q     |
| 4       | 6       | Jeremiah Jakpa          | Nigéria          | 20.87 | Q     |
| 5       | 2       | Divine Oduduru          | Nigéria          | 20.89 | Q     |
| 6       | 5       | Ncincihli Titi          | África do Sul    | 20.98 | Q     |
| 7       | 1       | Karabo Mothibi          | Botswana         | 20.99 | Q     |
| 8       | 1       | Fode Sissoko            | Mali             | 21.03 | Q     |
| 8       | 6       | Adama Jammeh            | Gâmbia           | 21.03 | Q     |
| 10      | 5       | Emmanuel Arowolo        | Nigéria          | 21.10 | Q     |
| 11      | 3       | Emmanuel Eseme          | Camarões         | 21.14 | Q     |
| 12      | 7       | Keene Motukisi          | Botswana         | 21.21 | Q     |
| 13      | 7       | Assan Faye              | Gâmbia           | 21.24 | Q     |
| 14      | 5       | Alieu Joof              | Gâmbia           | 21.27 | Q     |
| 15      | 5       | Dickson Kapandura       | Zimbabwe         | 21.28 | q     |
| 16      | 2       | Sibusiso Matsenjwa      | Essuatíni        | 21.29 | Q     |
| 17      | 5       | Jonathan Bardottier     | Ilhas Maurícias  | 21.30 | q     |
| 18      | 7       | Pius Adome              | Uganda           | 21.36 | q     |
| 19      | 2       | Akeem Sirleaf           | Libéria          | 21.38 |       |
| 20      | 6       | Lamine Diallo           | Senegal          | 21.40 |       |
| 21      | 5       | Bienvenu Sawadogo       | Burquina Fasso   | 21.42 |       |
| 22      | 2       | Innocent Bologo         | Burquina Fasso   | 21.46 |       |
| 22      | 3       | Luxolo Adams            | África do Sul    | 21.46 | Q     |
| 24      | 6       | Fabrice Dabla           | Togo             | 21.50 |       |
| 25      | 4       | Ngoni Makusha           | Zimbabwe         | 21.55 | Q     |
| 26      | 1       | Orwin Emilien           | Ilhas Maurícias  | 21.60 | Q     |
| 27      | 2       | Mike Mokamba Nyang'au   | Quênia           | 21.64 |       |
| 28      | 6       | Leaname Maotoanong      | Botswana         | 21.65 |       |
| 29      | 6       | Even Tjiviju            | Namíbia          | 21.67 |       |
| 30      | 7       | Adrin Zedong            | Camarões         | 21.74 |       |
| 31      | 1       | Mcebo Mkhaliphi         | Essuatíni        | 21.76 |       |
| 32      | 2       | Jean-Yann de Grace      | Seicheles        | 21.82 |       |
| 32      | 6       | Hamadou Bachirou        | Camarões         | 21.82 |       |
| 34      | 3       | Emile Erasmus           | África do Sul    | 21.85 | Q     |
| 35      | 7       | Ernst Narib             | Namíbia          | 21.92 |       |
| 36      | 4       | Leonard Opiny           | Uganda           | 21.97 | Q     |
| 37      | 1       | Leeroy Henriette        | Seicheles        | 22.01 |       |
| 38      | 1       | Gnamien Nehemie N'Goran | Costa do Marfim  | 22.12 |       |
| 39      | 4       | Sidiki Ouedraogo        | Burquina Fasso   | 22.25 | Q     |
| 40      | 7       | Didier Kiki             | Benim            | 22.38 |       |
| 41      | 7       | Nathan Abebe            | Etiópia          | 22.65 |       |
| 42      | 4       | Matar Mabrouk           | Chade            | 22.95 |       |
| 43      | 3       | Gadisa Ashebir          | Etiópia          | 23.27 |       |
| 44      | 1       | Mobele Israel Vamtou    | Chade            | 23.65 |       |
| 45      | 4       | Remigio Santander Villa | Guiné Equatorial | 23.88 |       |
| 46      | 1       | Gabriel Olo Matomba     | Guiné Equatorial | 24.41 |       |
| 47      | 3       | Henry Bandiaky          | Senegal          | DNS   |       |
| 47      | 3       | Hazemba Chidamba        | Zâmbia           | DNS   |       |
| 47      | 4       | Alpha Diagana           | Mauritânia       | DNS   |       |
| 47      | 4       | Sharry Dodin            | Seicheles        | DNS   |       |
| 47      | 4       | Alyman Elsaaid          | Egito            | DNS   |       |
| 47      | 5       | Mosito Lehata           | Lesoto           | DNS   |       |
| 47      | 5       | Arthur Cissé            | Costa do Marfim  | DNS   |       |
| 47      | 7       | Moulaye Sonko           | Senegal          | DNS   |       |

### Semifinal
Qualificação: 2 atletas de cada bateria  (Q) mais os  2 melhores qualificados (q). 
Vento:
Bateria 1: +0.1 m/s, Bateria 2: -0.3 m/s, Bateria 3: +0.2 m/s
| Posição | Bateria | Atleta              | Nacionalidade   | Tempo | Notas |
| ------- | ------- | ------------------- | --------------- | ----- | ----- |
| 1       | 1       | Luxolo Adams        | África do Sul   | 20.44 | Q     |
| 2       | 2       | Ncincihli Titi      | África do Sul   | 20.57 | Q     |
| 3       | 2       | Divine Oduduru      | Nigéria         | 20.60 | Q     |
| 4       | 2       | Peter Mwai          | Quênia          | 20.65 | q     |
| 5       | 2       | Fode Sissoko        | Mali            | 20.67 | q     |
| 6       | 1       | Adama Jammeh        | Gâmbia          | 20.74 | Q     |
| 6       | 3       | Sydney Siame        | Zâmbia          | 20.74 | Q     |
| 8       | 3       | Tatenda Tsumba      | Zimbabwe        | 20.86 | Q     |
| 9       | 1       | Ngoni Makusha       | Zimbabwe        | 20.94 |       |
| 10      | 1       | Emmanuel Eseme      | Camarões        | 21.04 |       |
| 11      | 2       | Sibusiso Matsenjwa  | Essuatíni       | 21.07 |       |
| 12      | 3       | Emmanuel Arowolo    | Nigéria         | 21.13 |       |
| 13      | 1       | Jeremiah Jakpa      | Nigéria         | 21.24 |       |
| 14      | 2       | Assan Faye          | Gâmbia          | 21.29 |       |
| 15      | 3       | Karabo Mothibi      | Botswana        | 21.31 |       |
| 16      | 2       | Dickson Kapandura   | Zimbabwe        | 21.36 |       |
| 17      | 3       | Jonathan Bardottier | Ilhas Maurícias | 21.38 |       |
| 18      | 1       | Keene Motukisi      | Botswana        | 21.54 |       |
| 19      | 3       | Alieu Joof          | Gâmbia          | 21.57 |       |
| 20      | 1       | Orwin Emilien       | Ilhas Maurícias | 21.74 |       |
| 21      | 2       | Sidiki Ouedraogo    | Burquina Fasso  | 22.29 |       |
| 22      | 1       | Pius Adome          | Uganda          | DSQ   |       |
| 23      | 3       | Leonard Opiny       | Uganda          | DNS   |       |
| 23      | 3       | Emile Erasmus       | África do Sul   | DNS   |       |

### Final
Vento: ?
| Posição           | Raia | Atleta         | Nacionalidade | Tempo | Notas |
| ----------------- | ---- | -------------- | ------------- | ----- | ----- |
| Medalha de ouro   | 6    | Ncincihli Titi | África do Sul | 20.46 |       |
| Medalha de prata  | 4    | Divine Oduduru | Nigéria       | 20.60 |       |
| Medalha de bronze | 3    | Luxolo Adams   | África do Sul | 20.70 |       |
| 4                 | 7    | Tatenda Tsumba | Zimbabwe      | 20.70 |       |
| 5                 | 1    | Fode Sissoko   | Mali          | 20.72 |       |
| 6                 | 5    | Sydney Siame   | Zâmbia        | 20.79 |       |
| 7                 | 2    | Peter Mwai     | Quênia        | 20.80 |       |
| 8                 | 8    | Adama Jammeh   | Gâmbia        | 20.91 |       |

Legenda
| Recorde mundial       | Recorde mundial (World record)               |                       | Recorde africano                      | Recorde africano (African) |                                           | Q | Classificado por posição (Qualified) |
| Recorde do campeonato | Recorde do campeonato (Championship record)  | Recorde da América    | Recorde da América (Americas)         | q                          | Classificado por melhor tempo (Qualified) |   |                                      |
| Melhor marca do ano   | Melhor marca do ano (World leading)          | Recorde asiático      | Recorde asiático (Asian)              | DNS                        | Não largou (Did not start)                |   |                                      |
| Recorde nacional      | Recorde nacional (National record)           | Recorde europeu       | Recorde europeu (European)            | DNF                        | Não terminou (Did not finish)             |   |                                      |
| Recorde pessoal       | Recorde pessoal do atleta (Personal best)    | Recorde da Oceania    | Recorde da Oceania (Oceania)          | DSQ / DQ                   | Desclassificado (Disqualified)            |   |                                      |
| Recorde da temporada  | Recorde da temporada do atleta (Season best) | Recorde sul-americano | Recorde sul-americano (South America) | NM                         | Sem marca (No mark)                       |   |                                      |